# Olive Browser
Olive Browser là một trình duyệt miễn phí chạy trên hệ điều hành Windows. Olive sử dụng công cụ Webkit và cũng sử dụng trình quản lý tải xuống Wget. Tính đến tháng 2 năm 2014, phiên bản có sẵn là 1.2.6.8 Beta với hơn 325.000 người dùng đang hoạt động, với các quốc gia sau có nhiều người dùng tích cực nhất: Hoa Kỳ (75%), Canada (7%) và Vương quốc Anh (6%).

## Lịch sử
Olive Browser là một phần của dự án được phát triển bởi Tuguu SLU vào năm 2013. Ý tưởng, với sự phức tạp ngày càng tăng của các trình duyệt web hiện có thể tìm thấy trên thị trường, là phát triển một trình duyệt dễ sử dụng, phổ biến và hữu ích nhất nhưng với một số chức năng cải tiến để làm cho trình duyệt này trở thành một sự lựa chọn đáng xem xét. Như đã đề cập ở trên, Olive sử dụng công cụ WebKit, nhưng phần mềm cố gắng để sử dụng ít bộ nhớ và tài nguyên nhất máy tính có thể. Phiên bản Beta đầu tiên Tuguu SLU được phát hành đã xuất hiện vào tháng 8 năm 2013 và được nhiều người dùng đón nhận. Một số tính năng đáng chú ý và sáng tạo nhất trong Olive Browser bao gồm: một cách mới để quản lý các mục yêu thích, trình quản lý tải xuống Wget, thứ mà không trình duyệt nào khác có và khả năng tải xuống và lưu toàn bộ trang vào máy tính của bạn.

## Yêu cầu hệ thống
Yêu cầu hệ thống để cài đặt  Olive Browser:
1. Hệ điều hành: Windows XP/Windows Vista/Windows 7/Windows 8
2. Nền tảng: 32 hoặc 64 bit.
3. .NET Framework phiên bản 4 trở lên (Trình cài đặt tự kiểm tra xem phiên bản Framework mới nhất đã được cài đặt chưa. Nếu chưa, nó sẽ yêu cầu quyền tải xuống và cài đặt).
4. QuickTime cần thiết để hiển thị đúng các trang HTML5